# Luigi Arialdo Radicati di Brozolo
Luigi Arialdo Radicati di Brozolo, abreviat Luigi A. Radicati, (n. 12 octombrie 1919, Milano, Regatul Italiei – d. 23 august 2019, Pisa, Toscana, Italia) a fost un fizician teoretician italian, profesor la Scuola Normale Superiore din Pisa și director al acesteia între anii 1987–1991. A adus contribuții importante la studiul simetriilor în fizica nucleară, teoria cuantică a câmpurilor și fizica particulelor elementare. Alte preocupări ale sale au fost ruperea spontană a simetriei în fizica clasică și detectarea undelor gravitaționale.